# Compañía de Aeronavegación Sudamericana
Compañía de Aeronavegación Sudamericana fue la primera aerolínea comercial chilena, existente entre 1927 y 1928. Su fundador fue Louis Testart y su gerente fue Luis Felipe Terrazas Orellana.

## Historia
En 1924 el empresario de origen francés Louis Testart solicitó al gobierno chileno autorización para instalar una línea aérea comercial dedicada principalmente al transporte de pasajeros y correspondencia. El decreto ley 159 del 13 de diciembre de 1924 otorgó la autorización por 12 años a Testart para operar una línea de aeronavegación entre Iquique y Concepción y entre Santiago y Valparaíso, pudiendo también cubrir ciudades intermedias y se le otorgó el privilegio para el transporte de correo aéreo entre las ciudades cubiertas.
El primer vuelo oficial de la Compañía de Aeronavegación Sudamericana se realizó el 3 de mayo de 1927, en un acto de inauguración al que asistieron el vicepresidente de la República, Carlos Ibáñez del Campo, el alcalde de Ñuñoa, Eliecer Parada, y el embajador francés Jean des Longchamps-Deville. La aeronave, bautizada como «Cóndor», despegó del aeródromo Santa Julia —ubicado en la esquina de la avenida José Pedro Alessandri con el Callejón de los Plátanos en la actual comuna de Macul— a las 15:15, llegando al aeródromo de Placilla en Valparaíso alrededor de las 16:00. Al día siguiente se iniciaron los servicios al público, transportando 700 cartas desde Santiago a Valparaíso.
El 9 de mayo de 1927 la aerolínea inició el servicio de traslado de encomiendas y equipajes, mientras que el mismo mes contrató a Andrés García Rolland como nuevo piloto de la aerolínea y abrió una nueva oficina en Valparaíso sumada a su oficina central, ubicada en Blanco 1002. Desde el 13 de junio comenzó a operar vuelos de pasajeros entre Valparaíso y localidades cercanas los días domingo.
El 16 de marzo de 1928 el avión «Cóndor» se estrelló al intentar aterrizar de emergencia en el Club Hípico de Santiago, falleciendo el piloto, Aquiles García Rolland, mientras que el mecánico José Morales Reveco resultó gravemente herido. La nave resultó completamente destruida.
Tras el accidente de marzo, en septiembre de 1928 el gobierno chileno revocó la concesión para la aerolínea, con lo cual finalizaron sus operaciones de manera definitiva.

## Flota
El único avión que perteneció a la aerolínea fue un modelo apodado «Cóndor», fabricado por Morane-Saulnier con un motor de 120 caballos de fuerza. La nave fue apadrinada en la inauguración del servicio por el entonces vicepresidente de la República, Carlos Ibáñez del Campo, y su hija.

## Sellos postales — Serie Testart
Debido a la concesión otorgada a la Compañía de Aeronavegación Sudamericana, el ministro del Interior autorizó la emisión de cinco sellos (de 40 y 80 centavos; de 1 peso 20 centavos; de 1 peso y 60 centavos; y de 2 pesos) para el pago del sobrecargo por los servicios de la aerolínea. Estos sellos tuvieron una sobrecarga tipográfica, se emitieron el 3 de mayo de 1927 y no podían ser vendidos directamente al público, y los empleados franqueaban las cartas directamente para impedir que el público se quedara con sellos en su poder. De todas maneras, los coleccionistas de estampillas de la época idearon sistemas para obtener las pocas series nuevas que se conocen.
Luego del accidente de marzo de 1928 y el cierre de los servicios de la aerolínea se produjo un excedente de sellos, dado que no podían ser utilizados, por lo que fueron incinerados en octubre del mismo año, y si bien se desconocen las cantidades destruidas de cada valor, sí se saben los montos totales vendidos: CLP 9525,20 en Valparaíso y CLP 103 987,60 en Santiago. Una estimación de la Sociedad Filatélica de Chile es que no deben existir más de 3000 series completas de estos sellos.
Es en honor a Louis Testart que la serie de sellos se denomina «Serie Testart».